# Labium rufiscutum
Labium rufiscutum är en stekelart som beskrevs av Joseph Augustine Cushman 1934. Labium rufiscutum ingår i släktet Labium och familjen brokparasitsteklar. Inga underarter finns listade i Catalogue of Life.